# Front d'Unitat Nacional
El Front d'Unitat Nacional (també conegut pel seu acrònim UN i en castellà Frente de Unidad Nacional) és un partit polític a Bolívia, fundat per l'exmilitant del MIR Samuel Jorge Doria Medina Auza.

## Història
Va ser fundat el 12 de desembre de 2003 per Samuel Doria Medina, que s'havia retirat del Moviment d'Esquerra Revolucionària a principis d'aquell any. El partit s'identifica amb l'empresa cimentera de Doria Medina, Sociedad Boliviana de Cemento (Soboce).
A l'hora de descriure's a si mateix, Unitat Nacional fa èmfasi en polítiques econòmiques pro-desenvolupament i suport per a la governabilitat democràtica. La seva declaració de principis assenyala que busca "una Bolívia democràtica amb solidaritat, en complet desenvolupament, respectuós amb els drets humans, conscient de la seva diversitat, i forjant el seu propi destí". En fundar el partit, Doria Medina va assenyalar que calia que existissin polítiques que afavorissin "aquells empresaris que generen ocupació i estan absents de la presa de decisions a nivell nacional". El partit busca posicionar-se com a tercera força moderada en la política boliviana. La seva base electoral és la classe mitjana urbana.
El març de 2017, Unitat Nacional va ser acceptada a la Internacional Socialista.